# Musetorn-slægten
Musetorn-slægten (Ruscus) er en lille slægt med færre end 10 arter. De er udbredt i Nordafrika, Mellemøsten og i det sydlige og østlige Europa. Det er tvebo og stedsegrønne buske med stængler, der er omdannet til bladagtige fyllokladier. Fyllokladierne er glatte og læderagtige med parallelle ribber og hel rand. De er aflange til elliptiske med langt udtrukne og skarpe spidser. Begge sider er mørkegrønne. Blomsterne – som er stærkt reducerede – ser ud til at dannes midt på “bladene”. De er tretallige og lysegrønne. Frugterne er røde bær, der ligeledes sidder midt på “bladene”. De indeholder hver 1-2 frø.
| Beskrevne arter |

| - Musetorn (Ruscus aculeatus) - Tungeblad (Ruscus hypoglossum) - Drøbelbusk (Ruscus hypophyllum) |

| Andre arter |

- Ruscus androgynus
- Ruscus frutescens
- Ruscus microglossus
- Ruscus racemosus[1]

## Note
1. ↑  GRIN: Species of Ruscus (engelsk)